# Mistrzostwa Świata w Podnoszeniu Ciężarów 1899
3. Mistrzostwa Świata w Podnoszeniu Ciężarów, które odbyły się 4 i 5 kwietnia 1899, w Mediolanie. Startowali tylko mężczyźni w kategorii otwartej. Udział wzięło 5 sportowców.

## Rezultaty
| Kategoria: | Złoto               | Srebro        | Brąz         |
| Otwarta    | Siergiej Jelisiejew | Johannes Rödl | Enrico Scuri |

## Tabela medalowa
| Poz. | Państwo              |   |   |   | Łącznie |
| ---- | -------------------- | - | - | - | ------- |
| 1    | Imperium Rosyjskie   | 1 | 0 | 0 | 1       |
| 2    | Cesarstwo Niemieckie | 0 | 1 | 0 | 1       |
| 3    | Włochy               | 0 | 0 | 1 | 1       |
|      | Łącznie              | 1 | 1 | 1 | 3       |